# Ästiger Stachelbart
Der Ästige Stachelbart (Hericium coralloides) ist eine auf Totholz, meist von Buchen, wachsende Pilzart aus der Familie der Stachelbartverwandten. Er wurde von der Deutschen Gesellschaft für Mykologie zum Pilz des Jahres 2006 gewählt.

## Merkmale
Fruchtkörper des Ästigen Stachelbarts sitzen seitlich an liegendem oder stehendem Totholz, meist Baumstämmen von Laubbäumen, an. Sie sind stark verzweigt, von blumenkohlartigem Aussehen. Der Durchmesser wird angegeben mit 20 Zentimeter in Baden-Württemberg, 30 Zentimeter in Mecklenburg (nach anderen Angaben auch 40 Zentimeter), 40 Zentimeter in Skandinavien oder sogar ausnahmsweise bis 50 Zentimeter. An den reich verzweigten Ästen (nicht knollenartig kompakt) sitzen hängend an der Unterseite der Äste, reihig oder etwas büschelig gehäuft an den Endästchen weiche Stacheln an. Diese sind etwa 1 bis 1,5 Zentimeter lang, pfriemförmig spitz zulaufend, meist gebogen und zerbrechlich.
Das Fleisch des Fruchtkörpers (Trama) ist rein weiß, im Alter gelblich oder fleischfarben verfärbend, trocken gelbbraun bis rotbraun. Es ist weich, etwas zäh und von rettichartigem Geschmack.
Die Sporen sind breit ellipsoid bis fast kugelig, glatt, hyalin, amyloid und messen 3,5 bis 4,5 × 2,5 bis 3,5 Mikrometer. Der Pilz ist monomitisch, die Hyphen sind amyloid und weisen Schnallen auf. Es sind Gloeozystiden vorhanden. Die Sporen sind merklich kleiner als diejenigen des, manchmal makroskopisch sehr ähnlich aussehenden, Igel-Stachelbarts und Tannen-Stachelbarts.

## Ökologie und Phänologie
Der Ästige Stachelbart ist ein Saprobiont an stehenden morschen Stämmen, liegenden Stämmen und Stümpfen von Laubbäumen während der Endphase der Vermorschung. Wie alle Arten der Gattung gehört er zu den Weißfäule-Pilzen, die vorwiegend zuerst das Lignin der Holzsubstanz abbauen und daher das Holz zu einer weiß gefärbten, faserigen Substanz überwiegend aus Zellulose umwandeln.
Er ist meist auf Buchen zu finden, kommt jedoch auch auf Eichen, Ulmen, Eschen, Pappeln und Birken vor. Die Fruchtkörper erscheinen im Herbst.

## Verbreitung
Die Art kommt in einem großen Areal in Europa und Nordasien, unter Einschluss von China, vor. Sie ist auch aus dem Nordosten Nordamerikas angegeben, die nordamerikanischen Vertreter wurden aber nach neueren Untersuchungen als eigene Art Hericium americanum abgetrennt. Morphologisch sehr ähnliche Pilze in Südamerika wurden als neue Art Hericium rajchenbergii beschrieben. Die Artzugehörigkeit der nordamerikanischen Vorkommen ist dabei weiterhin ungeklärt. Nach den genetischen Daten kommt hier neben Hericium americanum auch Hericium coralloides s.str. ebenfalls vor.
Die Art ist in Mitteleuropa weit verbreitet, in Deutschland mäßig häufig, aber zurückgehend und vermutlich gefährdet (Kategorie G: Gefährdung unbekannten Ausmaßes). In vielen europäischen Ländern ist sie auf der Roten Liste als gefährdet aufgeführt.

## Bedeutung
Der Ästige Stachelbart ist jung essbar. Aufgrund ihrer Seltenheit (Rote Liste G) sollte die Art geschont werden.